# Halehomaha (Hawái)
Halehomaha es un área no incorporada ubicada en el condado de Kauai, en el estado estadounidense de Hawái.

## Geografía
Halehomaha se encuentra ubicado en las coordenadas 22°13′33″N 159°32′59″O / 22.22583, -159.54972.